# Tegal Wangi
Tegal Wangi is een bestuurslaag in het regentschap Bogor van de provincie West-Java, Indonesië. Tegal Wangi telt 4675 inwoners (volkstelling 2010).